# Stylodothis indica
Stylodothis indica är en svampart som först beskrevs av Loeffler & S.K. Bose, och fick sitt nu gällande namn av Arx & E. Müll. 1975. Stylodothis indica ingår i släktet Stylodothis och familjen Dothideaceae.   Inga underarter finns listade i Catalogue of Life.